# Thecla ocrida
Thecla ocrida är en fjärilsart som beskrevs av William Chapman Hewitson 1868. Thecla ocrida ingår i släktet Thecla och familjen juvelvingar. Inga underarter finns listade i Catalogue of Life.